# Primera División de la UAR 1990
El Campeonato de Primera División de la UAR de 1990 fue la 92.ª edición del torneo de rugby de la Capital Federal y alrededores bajo el control de la Unión Argentina de Rugby. 
El Alumni logró su segundo título al hilo y el segundo de su tetracampeonato de 1989-92. En específico, el campeonato llegó en la penúltima fecha, con una victoria ante Olivos y un empate entre el escolta SIC y Banco Nación.

## Forma de disputa
Según el sistema que regía desde 1985, como 1990 era un año par, entonces los 12 equipos debían enfrentarse entre sí a dos ruedas. 
Se otorgan dos puntos por victoria, uno por empate y ninguno por derrota. El o los equipos que terminen la temporada con la mayor cantidad de puntos saldrán campeones. El equipo que tenga la menor cantidad de puntos desciende. En el caso de que dos o más equipos queden empatados, se juega un desempate.

### Cambios de categoría
| Pos.  | Descendidos a 2.ª División |
| ----- | -------------------------- |
| 9.º R | Pucará                     |

| Pos.  | Ascendidos de 2.ª División |
| ----- | -------------------------- |
| 5.º R | La Plata                   |

## Tabla de posiciones
| Pos. | Equipo               | Encuentros | Encuentros | Encuentros | Encuentros | Tantos | Tantos | Tantos | Puntos |
| Pos. | Equipo               | PJ         | PG         | PE         | PP         | F      | C      | Dif    | Puntos |
| ---- | -------------------- | ---------- | ---------- | ---------- | ---------- | ------ | ------ | ------ | ------ |
| 1.º  | Alumni               | 22         | 16         | 3          | 3          | 465    | 312    | +153   | 35     |
| 2.º  | SIC                  | 22         | 16         | 1          | 5          | 548    | 370    | +178   | 33     |
| 3.º  | Belgrano Athletic    | 22         | 12         | 3          | 7          | 405    | 396    | +9     | 27     |
| 4.º  | CASI                 | 22         | 9          | 7          | 6          | 441    | 444    | -3     | 25     |
| 5.º  | Banco Nación         | 22         | 10         | 2          | 10         | 526    | 506    | +20    | 22     |
| 6.º  | Olivos               | 22         | 10         | 1          | 11         | 444    | 460    | -16    | 21     |
| 7.º  | Pueyrredón           | 22         | 9          | 2          | 11         | 441    | 482    | -41    | 20     |
| 8.º  | Buenos Aires CRC     | 22         | 9          | 0          | 13         | 343    | 442    | -99    | 18     |
| 9.º  | La Plata             | 22         | 7          | 3          | 12         | 465    | 440    | +25    | 17     |
| 10.º | Atlético del Rosario | 22         | 7          | 2          | 13         | 432    | 374    | +58    | 16     |
| 11.º | Hindú                | 22         | 7          | 2          | 13         | 341    | 478    | -137   | 16     |
| 12.º | CUBA                 | 22         | 7          | 0          | 15         | 380    | 527    | -147   | 14     |

|  | Campeón.                          |
|  | Subcampeón.                       |
|  | Descendido a la Segunda División. |

## Campeón
| Alumni Campeón 2° título |